# 米吉克乡
米吉克乡，是中华人民共和国新疆维吾尔自治区阿克苏地区拜城县下辖的一个乡镇级行政单位。

## 行政区划
米吉克乡下辖以下地区：
亚阔坦村、墩买里村、亚曼苏村、尤喀克阿热其格村、库木买里村、库木墩村、欧勒旁村、喀纳依买里村、米斯铁米村、索克索克力克村、库库拉托格拉克村、阿热其格村、园艺村、牧场村、煤矿村、兵团运输站村、良种场村和农副产品加工园社区。